# Hidenori Nodera
Hidenori Nodera (野寺秀徳, Nodera Hidenori) (Izu (Shizuoka), 7 de junho de 1975) é um ex-ciclista profissional japonês, atual diretor esportivo da equipe japonesa de categoria UCI Continental, Shimano Racing.